# 香港中文大學碧秋樓
22°25′11″N 114°12′23″E / 22.419717°N 114.206425°E
香港中文大學碧秋樓（Pi Ch'iu Building）位於香港中文大學本部百萬大道，原為一座綜合事業大樓，供不同學科處理院務。當大樓開幕時，中大資訊科技服務處亦以大樓為基地。從1990年代起，資科處在大樓內設立香港國際互聯網交換中心，令碧秋樓逐漸發展成為香港互聯網的中樞，直至2024年為止。
由於大樓具有相當於國防安全的角色，大樓內設立多重保安系統，防止外人闖入，2005年世貿會議在港舉行期間，香港警方為防止示威者衝擊香港互聯網系統，亦需派人協調大樓保安工作。近年，中大資訊科技服務處為防止碧秋樓發生意外導致香港網絡癱瘓，已在中大伍何曼原樓7樓，以及校外數個地方設立新的交換中心，減少過於倚賴碧秋樓的設施；隨後，更於2021年於薄扶林數碼港增設另一個交換中心，並已於2024年中起全面取代碧秋樓的設施。

## 命名
碧秋樓首期於1977年4月4日開幕（而第二期工程於1982年9月批出圖則，隨即動工），由何添慈善基金會捐助230餘萬港元興建。為了紀念基金會的慷慨捐助，大學特別應捐款人何添及何賢兄弟要求，以二人母親「鄧碧周」、「梁秋嫻」名字中各取一字作為大樓名稱，以「碧秋」為名。

## 設計
大樓採用當時流行的清水牆建築法，外表設計著重線條，顏色暗淡自然而不施加粉飾，富蒼樸莊嚴之感，亦成為中大校園建築面的特色。

## 用途
碧秋樓在大學內的英文簡稱為「HCA」。大樓面積共約20,000平方呎，樓高四層。最初的設計藍圖為是中大的綜合事業大樓，以供中大出版社、傳播研究中心、社會人文學科研究所、電子計算學系、文學院院務室、社會科學院院務室，與亞洲課程部辦事處使用。之前散佈大學各處的一些部門如人文學科及社會科學的部門，自大樓落成以後才有了穩定的駐足點。
以前大樓曾備有廣播電視製作室，供校內新聞及傳播學系作培訓人材之用，亦協助校內其他部門提供視聽教材。現時，碧秋樓主要向學生提供電腦服務，並設有24小時開放的學生電腦用戶區，及師生和職員培訓室。
此外，大學的資訊科技服務處也在這裡設立基地，曾為香港國際互聯網交換中心的所在地，被譽為「香港互聯網的中樞」，配備大量經由Novell局域網連接的IBM兼容個人電腦。而在更早的年月裡，電算機服務中心的用戶區本來設於范克廉樓。
隨著香港國際互聯網交換中心於2021年在數碼港設立新數據中心，該中心位於碧秋樓地下的機房已於2024年6月30日起停用。

## 圖集

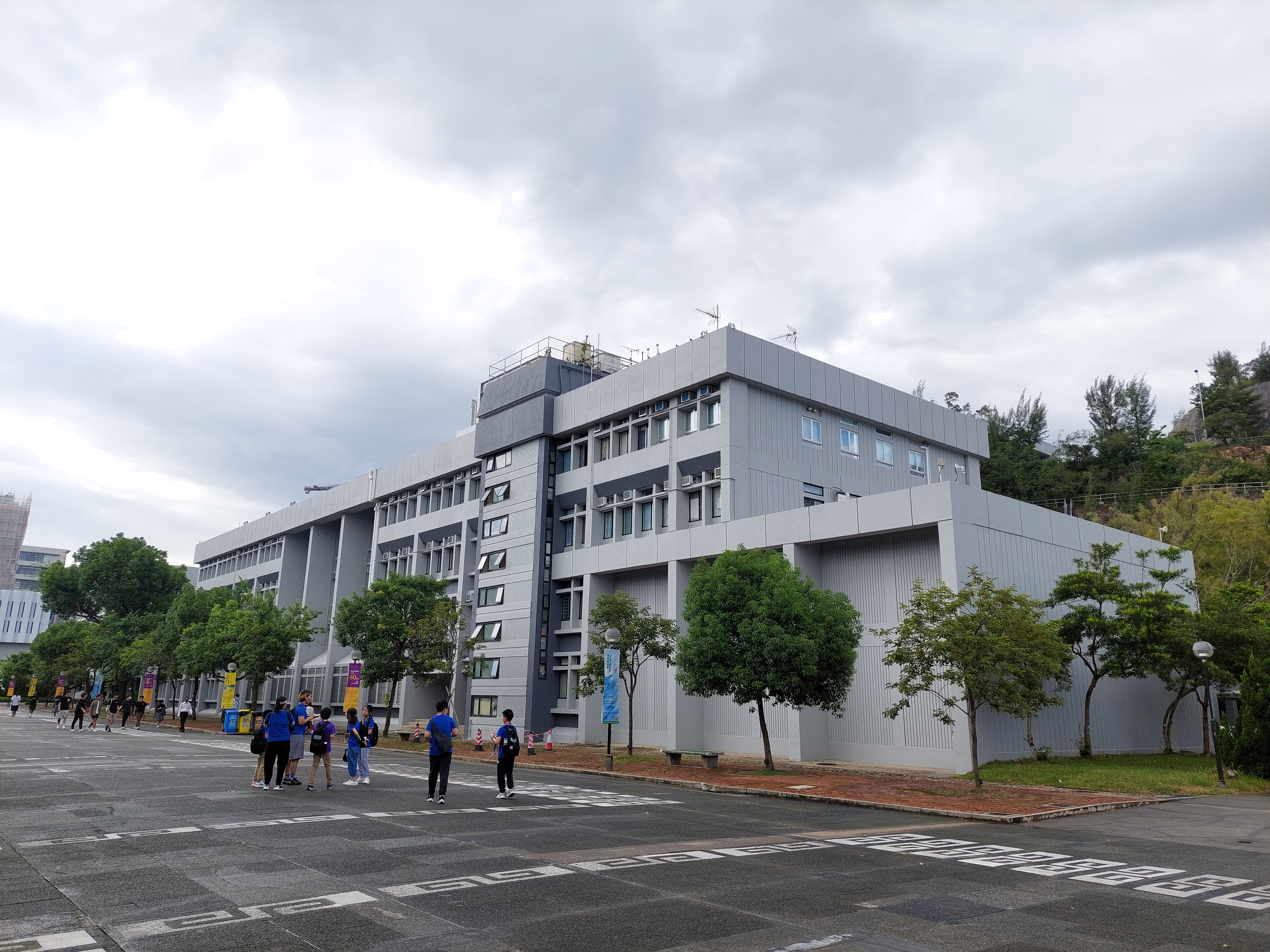
碧秋樓東南面
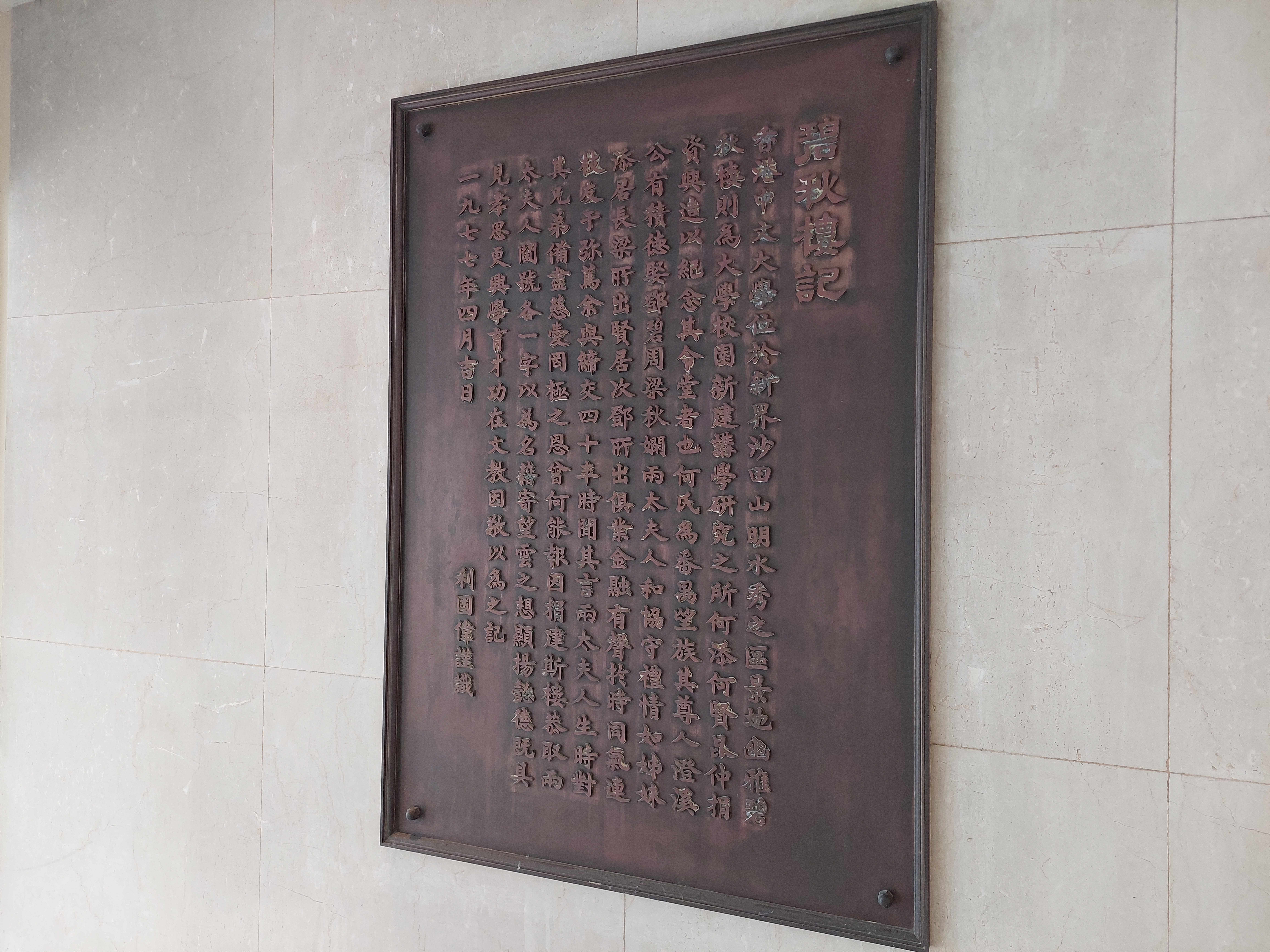
揭幕碑記，有記載碧秋樓冠名來由
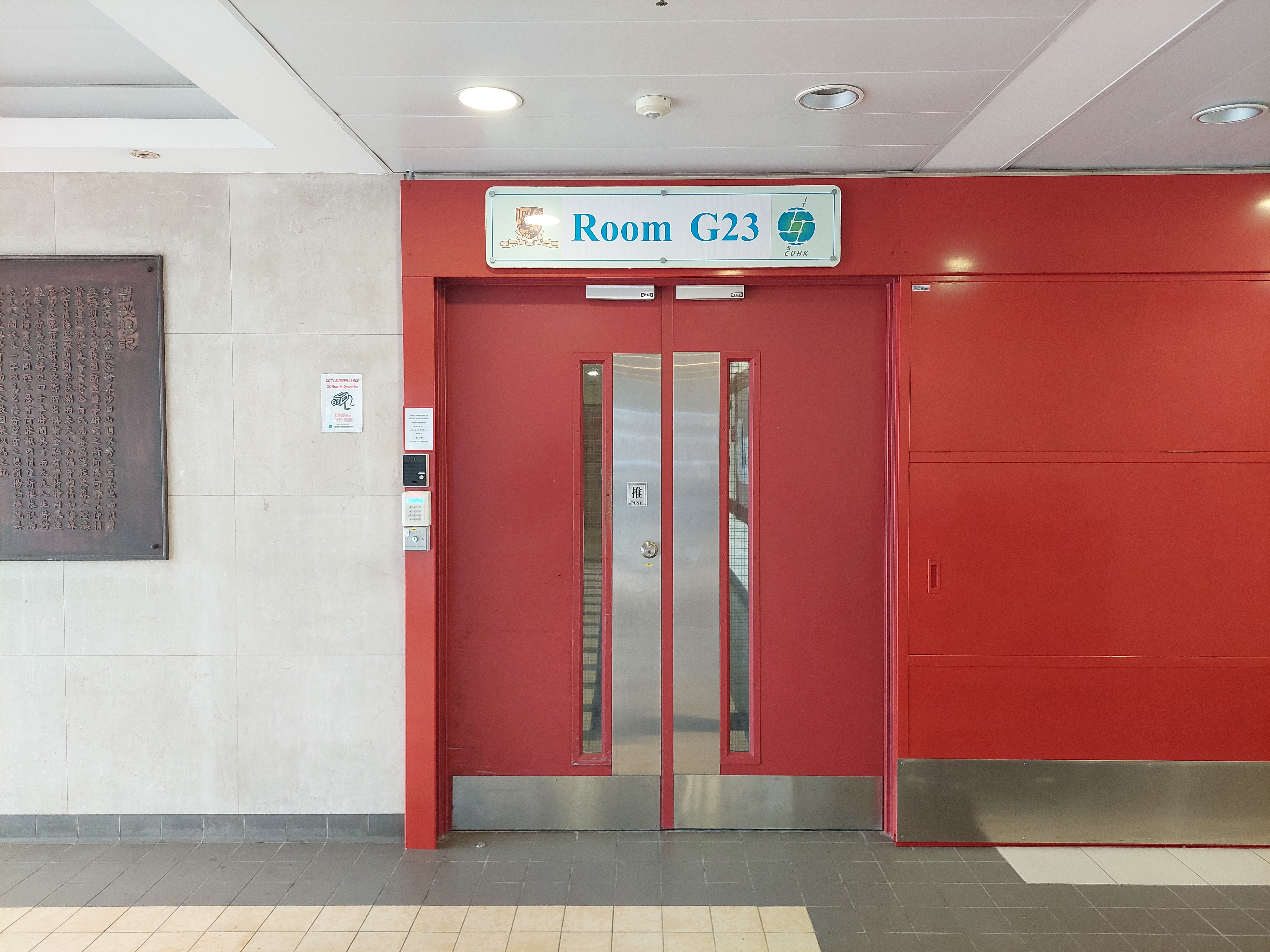
位於地下的香港國際互聯網交換中心機房正門

## 其他
香港女歌手陳慧嫻於1988年發行的粵語專輯《嫻情》，以及國語專輯《傻女》之唱片封套拍攝，均於香港中文大學林蔭大道（百萬大道）取景，其中《嫻情》的背景為碧秋樓附近，《傻女》的背景則為百萬大道。

## 外部連結
- 香港中文大學資訊科技服務處 （页面存档备份，存于）
- 香港國際網際網路交換中心 （页面存档备份，存于）